# Néstor Isidro Pérez Salgas
Néstor Isidro Pérez Salgas (Tijuana, Baixa Califórnia Norte, 9 de março de 1992) conhecido como El Nini ou Comandante 09, é um narcotraficante mexicano que serviu como chefe de segurança dos Chapitos, grupo do Cártel de Sinaloa liderados pelos filhos de Joaquín Guzmán Loera.
Carreira Criminal
Em 2012, Pérez Salgas uniu-se ao Cártel de Sinaloa tentando se encaixar como soldado no grupo "Los Dámasos", no entanto, tempo depois terminou trabalhando pára Óscar Noé Medina González 'El Panu', líder de alto escalão dos Chapitos.
Em janeiro de 2016, veio a captura de Joaquín Guzmán Loera "El Chapo", a liderança foi passada para seu filho mais velho Iván Archivaldo Guzmán Salazar que decidiu colocar Nini como seu chefe de segurança. E assim nasceram Los Ninis, o braço armado dos Chapitos.
O Nini é conhecido por ter chefiado o Culiacanazo, nome que é dado a frustrada operação de captura contra Ovidio Guzmán López "El Ratón", filho de El Chapo e líder dos Chapitos, que aconteceu em 17 de outubro de 2019 em Culiacán. El Ratón seria recapturado posteriormente em 5 de janeiro de 2023 na localidade de Jesús María, Culiacán, o que causou um Segundo Culiacanazo, no entanto, nesta ocasião foi diferente sendo que foi uma derrota para os soldados de Nini diferentemente da primeira batalha de Culiacán.
Ambos eventos fizeram El Nini ser muito reconhecido dentro do Cartel, em tal nível que em 4 de abril de 2023 foi apresentada uma acusação formal contra ele na Corte de Distrito Sul de Nova York por sua participação no tráfico de fentanil e por liderar uma organização criminosa. Anteriormente, em fevereiro de 2021 já tinha-se emitido outra acusação no Distrito de Columbia contra El Nini por suposta importação de cocaína e metanfetamina, bem como supostas posses de armas e conspiração para obstruir a justiça mediante assassinatos.
Semanas antes de sua captura, autoridades mexicanas relacionaram a El Nini com o Massacre de Tamazula que ocorreu em 28 de outubro de 2023 quando oito pessoas, entre elas um menor de idade, foram privadas de sua liberdade em Culiacán e seus corpos foram achados sem vida no povoado de Tamazula, Durango.

## Captura e extradição
El Nini foi detido em uma operação realizada pelo Exército Mexicano e a Guarda Nacional ao norte de Culiacán, Sinaloa, em 22 de novembro de 2023 e encaminhado ao Centro Federal de Readaptación Social n.º 1.
O 25 de maio de 2024, El Nini foi extraditado a Estados Unidos para comparecer as autoridades daquele país. Atualmente encontra-se preso no Centro de Detenção Metropolitano de Brooklyn (MCD Brooklyn) mesmo lugar onde também se encontram atualmente El Mayo e Genaro García Lua, à espera de seu julgamento.